# アレクサンドル・アブト
アレクサンドル・ヴィクトロヴィチ・アプト（ロシア語: Александр Викторович Абт、1976年10月22日 - ）は、ロシア出身の男性フィギュアスケート選手。2002年ソルトレイクシティオリンピック男子シングルロシア代表・5位入賞。ロシア語読みでは「アリクサーンドル・ヴィークタラヴィチュ・アープト」が近い。

## 経歴
- 6歳のときスケートを始める。アブト自身はアイスホッケーがやりたかったが、当時はソビエト連邦だった事もありフィギュアスケートになった。
- ジュニア時代は1975年の世界選手権男子シングルチャンピオンのセルゲイ・ボルコフに師事する。彼が亡くなった後はラファエル・アルトゥニアンコーチに02年まで師事する。ジュニア時代はイリヤ・クーリックと主に競っていた。
- 1991年世界ジュニアフィギュアスケート選手権2位。しかし1996年、メキシコのショーの練習中に大怪我をする。
- シニアに転向後は、後輩のアレクセイ・ヤグディンとエフゲニー・プルシェンコという2人の稀代の天才の対決に世間の注目が集まる中、イリヤ・クリムキンとロシアの3番手を争っているとみられることが多かった。
- 2002年のヨーロッパ選手権では会心の演技をしたものの、ヤグディンには及ばず2位となった。2002年ソルトレイクシティオリンピックでは総合で5位入賞。その後の長野の世界選手権にも出場したが総合4位と、共に惜しくもメダルには届かなかった。当時のアブトはこのシーズンをもって競技生活からの引退を考える中、現役続行を表明。コーチもアレクサンドル・ズーリンに変更する。
- 2002-2003年シーズンのロシアフィギュアスケート選手権で、国内大会とはいえ、生涯で初めてのタイトルを獲得。そのすぐ後の世界選手権では足の調子が悪く出場を諦めた。
- 2004年の国内選手権ではSP4位となったがFSは怪我を理由に棄権、同年2月に引退してプロに転向。日本のプリンスアイスワールドに何度か来日しロシアやアメリカを中心にアイスショーやテレビ番組に出演をして活動していたが、長年住んでいたアメリカから故郷モスクワに2015年3月に帰還した。
- 現在はエストニアのタルトゥでコーチをしている。コーチとしてはキャンプ「Alex Abt - Camp」を毎年夏や冬に開催している。

## 余談
- 妻のエレーナは元アイスダンス選手で、双子の兄のアレクサンドル・パブロフと組みロシア選手権などに出場していた[2]。しかし後に離婚している。
- 息子マカールの名前はアブトの祖父の名前から取った。苗字がロシアでは珍しいドイツ系な事からドイツ代表転向の噂も過去にあり、ルーツについてよく聞かれるようだが祖父は孤児だった為はっきりしないらしい。
- ヤグディンの自伝「Overcome」（ロシアでも発行されておりタイトルは「Напролом」）とロシアで発行されているプルシェンコの自伝「Другое шоу」にはアブトに関するエピソードも書かれている[3]。

## 主な戦績
| 大会/年            | 90-91 | 92-93 | 93-94 | 94-95 | 95-96 | 97-98 | 98-99 | 99-00 | 00-01 | 01-02 | 02-03 | 03-04 |
| ------------------ | ----- | ----- | ----- | ----- | ----- | ----- | ----- | ----- | ----- | ----- | ----- | ----- |
| オリンピック       |       |       |       |       |       |       |       |       |       | 5     |       |       |
| 世界選手権         |       |       |       |       |       |       |       | 6     | 8     | 4     |       |       |
| 欧州選手権         |       |       |       |       |       | 3     |       | 4     | 4     | 2     |       |       |
| ロシア選手権       |       |       | 4     | 4     | 18    | 4     |       | 3     | 3     | 2     | 1     |       |
| GPファイナル       |       |       |       |       |       |       | 5     | 4     |       |       | 4     |       |
| GPスケートアメリカ |       |       |       |       | 3     | 3     |       | 6     | 5     | 3     | 2     |       |
| GPボフロスト杯     |       |       |       |       |       | 3     | 2     |       | 4     | 4     | 2     |       |
| GPロシア杯         |       |       |       |       |       |       | 3     | 2     | 5     |       | 3     | 6     |
| GPNHK杯            |       |       |       |       | 8     |       |       |       |       |       |       | 5     |
| ネーベルホルン杯   |       |       |       | 3     |       | 3     |       |       |       |       |       |       |
| 世界Jr.選手権      | 2     | 7     | 8     |       |       |       |       |       |       |       |       |       |